# Clásicos del fútbol peruano
Los clásicos del fútbol peruano son los partidos con mayor relevancia de fútbol en este país. En el siglo XXI, algunos de estos partidos se caracterizaron por la violencia entre las barras bravas de los clubes. Algunos de los más importantes se disputan en la Primera División. A continuación se detallan los más significativos.

## Superclásico del fútbol peruano
El clásico más importante del fútbol peruano es el partido que disputan Alianza Lima y Universitario de Deportes. Este duelo es mayormente llamado El Superclásico o "El Clásico de los Clásicos" por la prensa. Desde el primer superclásico, disputado el 23 de septiembre de 1928 con victoria de Universitario por 1:0, hasta la actualidad, estos dos equipos han sido rivales. Algunos de estos partidos han terminado con muchos expulsados y riñas descomunales, como en el primer superclásico. Por esta y otra razones, estos dos equipos son protagonistas insustituibles de la rivalidad más encarnizada del fútbol peruano.
| Alianza Lima (124 años) | Universitario (101 años) |

### Historial estadístico de los Superclásicos
| Torneos                        | PJ  | GAL | E   | GU  | GolAL | GolU |
| ------------------------------ | --- | --- | --- | --- | ----- | ---- |
| Primera División (desde 1928)  | 270 | 103 | 76  | 91  | 350   | 329  |
| Copa Libertadores (desde 1966) | 12  | 2   | 3   | 7   | 10    | 19   |
| Copa Sudamericana (desde 2002) | 2   | 2   | 0   | 0   | 2     | 0    |
| Total oficial                  | 284 | 107 | 79  | 98  | 362   | 348  |
| Amistosos (desde 1930)         | 88  | 35  | 26  | 27  | 125   | 104  |
| Total amistoso                 | 88  | 35  | 26  | 27  | 125   | 104  |
| Total general                  | 372 | 142 | 105 | 126 | 487   | 452  |

| PJ: Partidos Jugados           |
| GAL: Ganados por Alianza Lima. |
| E: Empate                      |
| GU: Ganados por Universitario. |
| GolAL: Goles de Alianza Lima   |
| GolU: Goles de Universitario   |

Datos actualizados: 4 de septiembre del 2022.

## Clásico Universitario - Sporting Cristal
La rivalidad entre Universitario y Sporting Cristal es uno de los clásicos más importantes del Perú. Ambos clubes son los que consiguieron un mayor número de títulos desde que comenzaran a disputarse los Campeonatos Descentralizados a partir de 1966, esta sucesión de títulos hizo que existiera una gran rivalidad entre ambas escuadras. Además, la definición de campeonatos sobre todo en la década de 1990, cuando ambas escuadras consiguieron sus tricampeonatos y varias veces enfrentándose entre ellos, hizo que esta ganase más notoriedad en torno a la relevancia de los mismos.
Los enfrentamientos entre ambos equipos generan gran expectativa en la afición, debido a que en cada uno de los encuentros que se disputaron, siempre predominó la calidad y el buen fútbol de cada uno de sus jugadores. Desde el primer clásico disputado en 1956, el cual terminó empatado 2-2 con goles de Daniel Ruiz en dos ocasiones para los cremas mientras que Raúl Martínez y Enrique Vargas marcaron para los celestes. 
| Sporting Cristal (69 años) | Universitario (101 años) |

### Historial estadístico
| Torneos                      | PJ  | GC | E  | GU | GolC | GolU |
| ---------------------------- | --- | -- | -- | -- | ---- | ---- |
| Primera División del Perú    | 196 | 65 | 64 | 70 | 255  | 234  |
| Copa Libertadores de América | 14  | 3  | 6  | 5  | 15   | 24   |
| Copa Sudamericana            | -   | -  | -  | -  | -    | -    |
| Amistosos                    | -   | -  | -  | -  | -    | -    |
| Total                        | 210 | 68 | 70 | 75 | 270  | 258  |

| PJ: Partidos Jugados         |
| GC: Ganó Cristal             |
| E: Empate                    |
| GU: Ganó Universitario       |
| GolC: Goles de Cristal       |
| GolU: Goles de Universitario |

## Clásico Alianza Lima - Sporting Cristal
Es uno de los también clásicos más importantes del Perú. En la última década, estos equipos se han adjudicado alternadamente los últimos títulos: Alianza Lima conquistó los campeonatos de 2001, 2003, 2004, 2006, 2017, 2021 y 2022; Sporting Cristal, por su parte, consiguió los títulos nacionales de 2002, 2005, 2012,  2014, 2016, 2018 y 2020. Por lo que la rivalidad se mantiene. Los partidos entre estos dos equipos tienen como escenario, en su mayoría, dos estadios: el Estadio Alejandro Villanueva y el Estadio Nacional de Lima. Desde el año 2010 Sporting Cristal utiliza el Estadio San Martín de Porres, a pesar de su capacidad limitada tras realizar cambios en su infraestructura que le permite alojar encuentros de alto riesgo. Desde el campeonato de 1956, cuando se enfrentaron por primera vez con victoria de Alianza por 2:1, estos dos cuadros han jugado en 193 ocasiones, de las cuales 71 ganó Alianza y 64 el Sporting Cristal.
| Alianza Lima (124 años) | Sporting Cristal (69 años) |  |

### Historial estadístico
| Torneos                      | PJ  | GAL | E  | GSC | GolAL | GolSC |
| ---------------------------- | --- | --- | -- | --- | ----- | ----- |
| Primera División             | 207 | 74  | 71 | 66  | 265   | 256   |
| Copa Libertadores de América | 8   | 2   | 4  | 2   | 11    | 11    |
| Copa Sudamericana            | -   | -   | -  | -   | -     | -     |
| Amistosos                    | -   | -   | -  | -   | -     | -     |
| Total                        | 215 | 76  | 73 | 68  | 276   | 266   |

| PJ: Partidos jugados.              |
| GAL: Ganados por Alianza Lima.     |
| E: Empate.                         |
| GSC: Ganados por Sporting Cristal. |
| GolAL: Goles de Alianza Lima.      |
| GolSC: Goles de Sporting Cristal.  |

Datos actualizados: 8 de julio del 2023.

## Clásico U - Muni
La mayor rivalidad del Deportivo Municipal es la que mantiene con Universitario. La historia de dicho antagonismo se remonta a los años 40, durante la era amateur del fútbol peruano. Durante dicho periodo, los enfrentamientos entre Universitario y Municipal fueron conocidos como el «Clásico moderno» debido a que fue una época en que ambos equipos tuvieron un gran protagonismo y eran los dos clubes que disputaron más títulos en la década. Este hecho fomentó la rivalidad entre ambas aficiones, lo cual aumentaba el interés hacia los partidos entre La Garra Crema y La Academia. 
| Deportivo Municipal (90 años) | Universitario (101 años) |  |

### Historial estadístico
| Torneos                | PJ  | GDM | E  | GU | GolDM | GolU |
| ---------------------- | --- | --- | -- | -- | ----- | ---- |
| Primera División       | 189 | 55  | 44 | 90 | 257   | 344  |
| Torneo Plácido Galindo | 3   | 1   | 0  | 2  | 2     | 3    |
| Torneo Intermedio      | 2   | 1   | 1  | 0  | 1     | 0    |
| Total oficial          | 194 | 57  | 45 | 92 | 260   | 347  |

| PJ: Partidos jugados.                      |
| GU: Ganados por Universitario de Deportes. |
| E: Empate.                                 |
| GDM: Ganados por Deportivo Municipal.      |
| GolU: Goles de Universitario de Deportes.  |
| GolDM: Goles de Deportivo Municipal.       |

## Clásicos Lima - Callao

### Alianza Lima - Sport Boys
Con el tiempo, el Alianza Lima - Sport Boys creció en importancia. El primer duelo de este clásico se produjo el 9 de julio de 1933, por el Torneo Amateur (ANA), entre Alianza Lima y Sport Boys, con la victoria del cuadro «íntimo» 5-1 sobre el cuadro «rosado». 
| Alianza Lima (124 años) | Sport Boys (98 años) |  |

Historial estadístico
| Torneos          | PJ  | GAL | E  | GSB | GolAL | GolSB |
| ---------------- | --- | --- | -- | --- | ----- | ----- |
| Primera División | 204 | 101 | 61 | 42  | 355   | 244   |
| Total oficial    | 204 | 101 | 61 | 42  | 355   | 244   |

| PJ: Partidos jugados.          |
| GAL: Ganados por Alianza Lima. |
| E: Empate.                     |
| GSB: Ganados por Sport Boys.   |
| GolAL: Goles de Alianza Lima.  |
| GolSB: Goles de Sport Boys.    |

### Sport Boys - Universitario
La rivalidad entre Sport Boys y Universitario es considerada como uno de los clásicos del fútbol peruano.
Ambos equipos se han enfrentado habitualmente desde 1933 hasta la actualidad. Desde 1988 hasta 1989, en el 2009, y desde el 2013 hasta el 2017 el clásico fue discontinuado por los descensos de Sport Boys a la Segunda División. Desde el 2018 hasta la actualidad, el clásico fue retomado nuevamente.
| Sport Boys (98 años) | Universitario (101 años) |

### Estadísticas
- Partidos jugados: 208
- Partidos ganados por Sport Boys: 47
- Partidos ganados por Universitario: 96
- Partidos empatados: 69

### Sport Boys - Sporting Cristal
La rivalidad entre Sport Boys y Sporting Cristal es uno de los clásicos más importantes del Perú.
Ambos equipos se han enfrentado habitualmente desde 1956 hasta la actualidad. Desde 1988 hasta 1989, en el 2009, y desde el 2013 hasta el 2017 el clásico fue discontinuado por los descensos de Sport Boys a la Segunda División; aunque en el 2015 se jugó un amistoso entre ambos equipos. Desde el 2018 hasta la actualidad, el clásico fue retomado nuevamente. Estos encuentros se disputaron principalmente en el Estadio Nacional hasta mediados de los años 1990 cuando ambos equipos mudaron sus localías a los estadios Miguel Grau y Alberto Gallardo respectivamente.

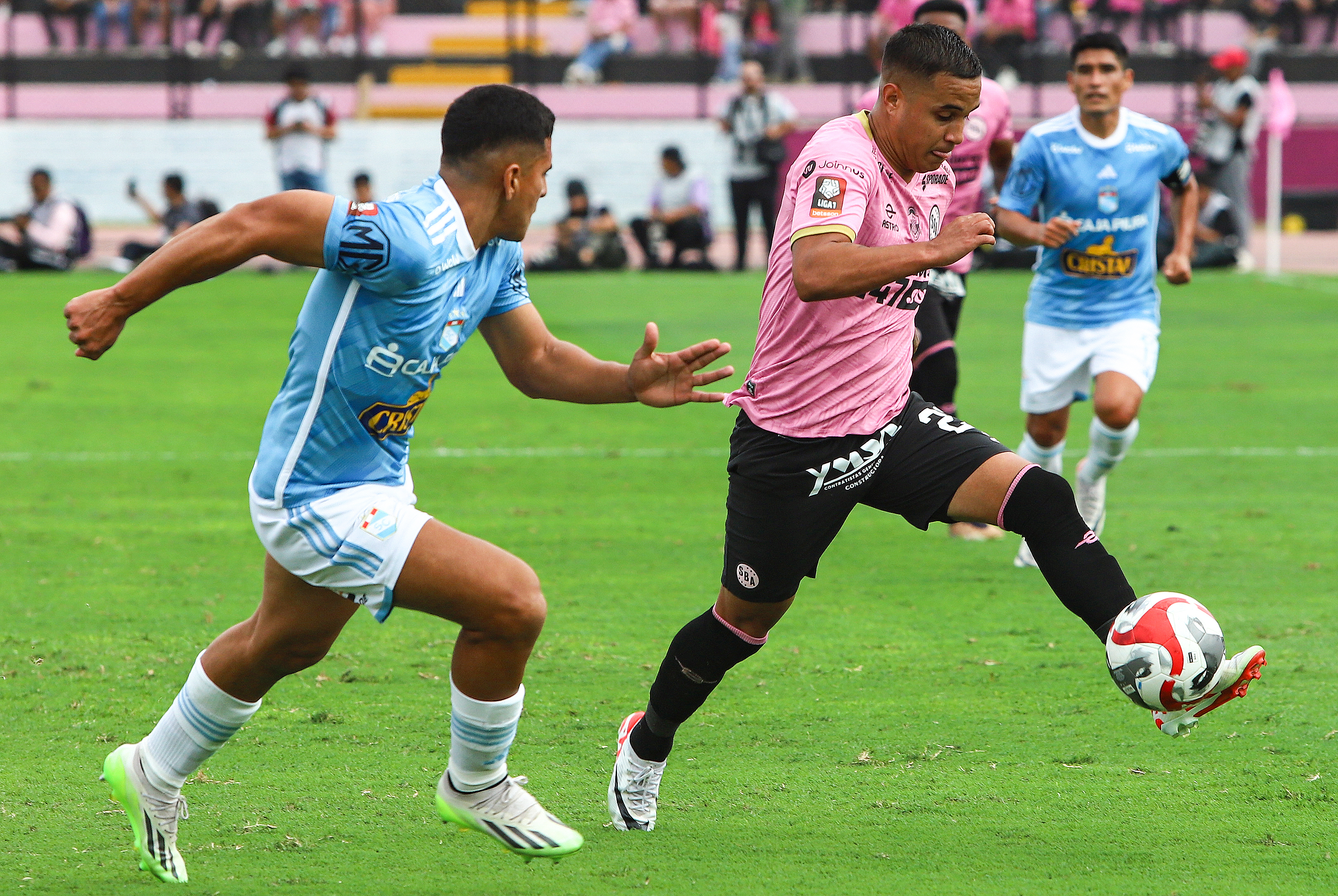
Encuentro entre Sport Boys y Sporting Cristal en 2023.

| Sport Boys (98 años) | Sporting Cristal (69 años) |

### Estadísticas
- Partidos jugados: 169
- Partidos ganados por Sport Boys: 40
- Partidos ganados por Sporting Cristal: 75
- Partidos empatados: 54

## Clásico Porteño
Es el clásico más importante del Callao que se disputa entre los dos clubes más grandes de la Provincia Constitucional del Callao, Atlético Chalaco y Sport Boys. Este derbi se jugó con regularidad en la Primera División Peruana, hasta Atlético Chalaco fue relegado a la Copa Perú. Este duelo es también conocido como el Clásico Porteño o Clásico Chalaco.
El primer encuentro oficial se disputó el 6 de junio de 1937, por el Torneo Amateur (ANA), Sport Boys y Atlético Chalaco. El juego correspondía a la segunda fecha de la División de Honor que era el nombre que tomaba la máxima división a partir de ese año. 
El Atlético Chalaco desde 1932 había participado únicamente en la Liga del Callao y luego de ganarla en 1935 fue invitado, junto al subcampeón Telmo Carbajo, para ser parte de la mencionada División de Honor de 1937, (en 1936 no hubo torneo por la participación peruana en las Olimpiadas de Berlín). En ese torneo, entre otros equipos que venían de la Primera División, estaba Sport Boys, campeón del Campeonato Peruano 1935, al que no había enfrentado antes porque Sport Boys debutó en la máxima categoría recién en el Campeonato Peruano de Fútbol de 1933.
En el Campeonato Peruano de Fútbol de 1958 ambos clubes disputaron el título, en el que el Sport Boys se consagraría campeón nacional al ganar por 1 a 0. 
La mayor goleada que se registró en este clásico fue de 10 a 2 a favor del cuadro rosado en el año 1951.
| Atlético Chalaco (123 años) | Sport Boys (98 años) |

### Historial estadístico
| Torneos                      | PJ | GSBA | E  | GACH | GolSBA | GolACH |
| ---------------------------- | -- | ---- | -- | ---- | ------ | ------ |
| Primera División             | 88 | 37   | 22 | 29   | 150    | 134    |
| Segunda División             | 2  | 2    | 0  | 0    | 7      | 1      |
| Copa Libertadores de América | -  | -    | -  | -    | -      | -      |
| Copa Sudamericana            | -  | -    | -  | -    | -      | -      |
| Amistosos                    | -  | -    | -  | -    | -      | -      |
| Total                        | 90 | 39   | 22 | 29   | 157    | 135    |

| PJ: Partidos jugados.               |
| GSBA: Ganados por Sport Boys.       |
| E: Empate.                          |
| GACH: Ganados por Atlético Chalaco. |
| GolSBA: Goles de Sport Boys.        |
| GolACH: Goles de Atlético Chalaco.  |

## Clásico del Sur
El Clásico del Sur Peruano es un encuentro de fútbol disputado por los clubes Melgar y Cienciano. 
Desde que ambos equipos ascendieron a primera división, uno por invitación y el otro ganándose el cupo a participar en este torneo, se han convertido en los clubes fuera de Lima con más prestigio. Por un lado, Melgar ostenta tres títulos nacionales (Campeonato Descentralizado 1981, Campeonato Descentralizado 2015 y Copa Perú 1971), como también tres subcampeonatos nacionales (Campeonato Descentralizado 1983 y Campeonato Descentralizado 2016 y Liga 1 2022). Por otro lado, Cienciano ostenta dos títulos internacionales (Copa Sudamericana 2003 y Recopa Sudamericana 2004), como también tres subcampeonatos nacionales (2001, 2005 y 2006).
Los equipos capitalinos, así como los tres grandes del fútbol peruano, tienen un duro reto cuando visitan a estos clubes, ya que es bien conocido el apoyo de sus respectivas barras bravas como son la Furia Roja de Cienciano y el León del Sur de Melgar.
| Melgar (110 años) | Cienciano (124 años) |

### Historial estadístico
| Torneos                   | PJ  | GM | E  | GC | GolM | GolC |
| ------------------------- | --- | -- | -- | -- | ---- | ---- |
| Primera División del Perú | 131 | 60 | 33 | 38 | 182  | 140  |
| Copa Perú                 | 3   | 3  | 0  | 0  | 6    | 1    |
| Copa Sudamericana         | 2   | 1  | 1  | 0  | 2    | 1    |
| Total                     | 136 | 64 | 34 | 38 | 190  | 142  |

| PJ: Partidos jugados.      |
| GM: Ganados por Melgar     |
| E: Empate.                 |
| GC: Ganados por Cienciano. |
| GolM: Goles de Melgar.     |
| GolC: Goles de Cienciano.  |

## Clásico del Norte
El Clásico del Norte es un encuentro de fútbol disputado por los clubes más históricos del norte peruano el Juan Aurich de (Chiclayo) y el Carlos Mannucci de (Trujillo) en el Perú.
Desde que ambos equipos ascendieron a Primera División se han convertido en los clubes provincianos norteños con más prestigio. Este clásico se jugó con regularidad en la Primera División del Perú hasta que el Carlos Mannucci fue relegado a la Copa Perú. 
| Juan Aurich (102 años) | Carlos Mannucci (65 años) |

### Historial estadístico
| Torneos                      | PJ | GJA | E | GCM | GolJA | GolCM |
| ---------------------------- | -- | --- | - | --- | ----- | ----- |
| Primera División del Perú    | 27 | 9   | 6 | 12  |       |       |
| Segunda División             | 2  | 1   | 1 | 0   | 5     | 2     |
| Copa Libertadores de América | -  | -   | - | -   | -     | -     |
| Copa Sudamericana            | -  | -   | - | -   | -     | -     |
| Amistosos                    | -  | -   | - | -   | -     | -     |
| Total                        | 29 | 10  | 7 | 12  |       |       |

| PJ: partidos jugados         |
| GJA: ganador Juan Aurich     |
| GCM: ganador Mannucci        |
| E: empate                    |
| GolJA: Goles de Juan Aurich. |
| GolCM: Goles de Mannucci.    |

## Clásico del Centro
El Clásico del Centro es un encuentro deportivo de fútbol que es disputado por los equipos del Sport Huancayo y Ayacucho de la Primera División del Perú. La rivalidad futbolística se origina en la Copa Perú 2008, cuando el Sport Huancayo disputó los cuartos de final del torneo, enfrentando a Sport Huamanga. En el partido de ida jugado en el Estadio Huancayo, el Sport Huancayo derrotó por 3 a 0 al equipo ayacuchano con una supuesta ayuda arbitral. La eliminación exacerbó lo ánimos de la hinchada ayacuchana, quienes invadieron el terreno de juego para convertirlo en una batalla campal, dejando a más de 100 heridos y dos unidades vehiculares incendiadas. La rivalidad y antipatía hacia el Sport Huancayo por parte de los aficionados ayacuchanos, traspasó los límites de clubes, originando así la rivalidad de hoy en día con el Ayacucho.
| Sport Huancayo (18 años) | Ayacucho (17 años) |

### Historial estadístico
| Torneos                   | PJ | GHUA | E  | GAYA | GolHUA | GolAYA |
| ------------------------- | -- | ---- | -- | ---- | ------ | ------ |
| Primera División del Perú | 32 | 9    | 15 | 8    | 39     | 41     |
| Copa Bicentenario         | 1  | 1    | 0  | 0    | 2      | 1      |
| Torneo del Inca           | 2  | 1    | 1  | 0    | 3      | 2      |
| Amistosos                 | -  | -    | -  | -    | -      | -      |
| Total                     | 35 | 11   | 16 | 8    | 44     | 44     |

| PJ: partidos jugados             |
| GHUA: ganador Sport Huancayo     |
| GAYA: ganador Ayacucho F.C.      |
| E: empate                        |
| GolHUA: Goles de Sport Huancayo. |
| GolAYA: Goles de Ayacucho F.C..  |

## Derbis o clásicos regionales destacados

### Cienciano- Deportivo Garcilaso
El Clásico Imperial es un encuentro de fútbol disputado por los dos clubes más importantes de la Ciudad Imperial: «Cienciano» y el «Club Deportivo Garcilaso» en el Perú.
Este encuentro se jugó con regularidad en la Liga Departamental del Cusco hasta que el Cienciano subió a la Primera División del Perú
La rivalidad entre «rojos» y «celestes» proviene desde las aulas. Ambos representan a los dos colegios más emblemáticos de la Ciudad Imperial: el «Colegio Nacional de Ciencias» y el «Colegio Inca Garcilaso de La Vega», pese a que hace mucho tiempo ambos no coinciden en la misma categoría de competencia.
Sin embargo, en 2023 con el ascenso a primera del Garcilaso, se volvió a dar esta rivalidad después de muchísimo tiempo.

### Alianza Atlético Sullana - Atlético Grau
Probablemente el cruce de más importancia actual entre los equipos más importantes del departamento de Piura (Alianza Atlético de Sullana y Atlético Grau). Este partido clásico enfrenta a dos cuadros históricos con gran y ferviente hinchada. Como dato de color, este partido se ha disputado en las tres categorías del fútbol peruano: antiguo Campeonato Descentralizado, Segunda División/ Liga 2 y Copa Perú.

### León de Huánuco- Alianza Universidad de Huánuco
El Clásico de Huánuco es un encuentro de fútbol disputado por los dos clubes más importantes de Huánuco: Alianza Universidad y León de Huánuco.
Este encuentro se jugó con regularidad en la Liga Departamental de Huánuco hasta que León de Huánuco subió a la Primera División del Perú.

### José Gálvez- Sport Áncash
El Clásico Ancashino es un encuentro de fútbol disputado por los clubes José Gálvez FBC y Sport Áncash. Desde que ambos equipos ascendieron a Primera División se han convertido en los clubes más representativos de la Región Ancash.

### Alfonso Ugarte- Carlos A. Mannucci
El «Alfonso Ugarte de Chiclín» y «Carlos A. Mannucci» tienen una gran rivalidad considerada el Clásico Trujillano, la cual se acrecentó entre finales de los años 60 y la  década del 70 en que ambas escuadras representaban a  Trujillo en el fútbol nacional y luchaban por tener la preferencia de la afición trujillana. «Ugarte» campeonó en la primera edición de la Copa Perú y «Mannucci» lo hizo en la segunda y tercera división, pero los carlistas continuaron en el fútbol profesional y sacaron ventaja de un «Ugarte» que nunca volvió.

### CNI- José Pardo
El Clásico Iquiteño es el partido en el cual se enfrentan los dos equipos de la ciudad de Iquitos: el «Colegio Nacional» y el «José Pardo», sostienen en los últimos años encarnizados duelos por la liga distrital de Iquitos.

### Coronel Bolognesi- Alfonso Ugarte(Tacna)
El Clásico Tacneño es el partido en el cual se enfrentan los dos equipos más antiguos de la ciudad de Tacna: el «CD Coronel Bolognesi» y «CD Alfonso Ugarte de Tacna».

### Deportivo San Lorenzo- Deportivo Boca Juniors
Pero el auténtico y más puramente tradicional Clásico Chiclayano es el que enfrenta a dos antiguos equipos con nombres inspirados en el fútbol argentino: «Deportivo San Lorenzo» y «Deportivo Boca Juniors».

### Aurora- Melgar
El Superclásico de Arequipa es un encuentro de fútbol disputado por los dos clubes más importantes de la Ciudad Blanca: «Aurora» y «Melgar» en el Perú. En la actualidad el clásico no se juega porque se encuentran en diferentes categorías. 
Este encuentro se jugó con regularidad en la primera división el los años (1989,1990 y 1991) hasta que el FBC Aurora bajo a la Copa Perú.

### Universidad Técnica de Cajamarca- ADA
Dando Lugar al Clásico Cajamarquino como Representantes De La Región Cajamarca.

### Carlos A. Mannucci- Club Universidad César Vallejo
El Clásico Moderno o Derbi Trujillano es disputado por los dos equipos de la ciudad de Trujillo que actualmente se encuentran en la máxima categoría del futbol peruano, con la finalidad de demostrar cual es el club más competitivo de dicha ciudad, la cual se acrecentó en los últimos años.

### Asociación Deportiva Tarma - Sport Huancayo
El derbi de la carretera central, producto del retorno del equipo tarmeño a la máxima división profesional se jugado en 8 ocasiones desde el 2022, con un resultado favorable para los de Tarma (6 triunfos, 1 empate y 1 derrota), reanimando esa rivalidad deportiva de años anteriores con clubes entre estas ciudades (Deportivo Junín, Sport Wanka, Dos de Mayo).

## Clásicos extintos

### Alianza Lima - Atlético Chalaco
La fuerte rivalidad cultural entre Lima y Callao se hizo evidenciar por medio del fútbol y de sus máximos representantes de la época Sport Alianza, hoy Alianza Lima y el Atlético Chalaco, naciendo así los clásicos Lima-Callao. Siendo el primer clásico Lima-Callao el Alianza Lima vs Atlético Chalaco.
| Alianza Lima (124 años) | Atlético Chalaco (123 años) |